# Lippia somalensis
Lippia somalensis là một loài thực vật có hoa trong họ Cỏ roi ngựa. Loài này được Vatke mô tả khoa học đầu tiên năm 1882.